# Sarcoscypha
Sarcoscypha es un género de hongos ascomicetos de la familia Sarcoscyphaceae. Los miembros del grupo taxonómico están presentes en Europa, América del Norte y Asia tropical. Se caracterizan por un apotecio en forma de copa que, muchas veces, tiene colores brillantes. Etimológicamente, proviene de los vocablos griegos σαρκο- (sarco-), «carne», y σκύφος (skyphos), literalmente «cuenco para beber» (véase esquifo).
Los estadios anamórficos de los miembros cambian el nombre del género a Molliardiomyces.

## Especies
Según la décima edición del Dictionary of the Fungi (2008), el género tiene 28 especies, entre ellas:
- S. austriaca
- S. chudei
- S. coccinea
- S. dudleyi
- S. emarginata
- S. excelsa
- S. hosoyae
- S. humberiana
- S. javensis
- S. jurana
- S. knixoniana
- S. korfiana
- S. lilliputiana
- S. macaronesica
- S. mesocyatha
- S. occidentalis
- S. serrata
- S. shennongjiana
- S. vassiljevae

La especie S. striatispora estuvo incluida en esta lista, pero fue transferida a Nanoscypha para mantener la monofilia de Sarcoscypha.